# Albrecht-Dürer-Haus
O Albrecht-Dürer-Haus (em português: Casa de Albrecht Dürer) em Nuremberga, Alemanha, foi o local de trabalho e vida do gravador, pintor e ilustrador alemão Albrecht Dürer a partir de 1509 até sua morte em 1528. Viveu nesta casa com sua esposa (Agnes Dürer), a mãe e aprendizes.
Hoje, a casa é um museu e pertence a uma associação de museus da cidade.

## A casa
A casa foi construída na segunda metade do século XV. Em 1501 foi adquirida pelo comerciante e astrônomo Bernard Walther (1430-1504) que instalou um observatório numa trapeira do telhado, como mostram ilustrações contemporâneos. Em 1509 a família Walther vendeu a casa para Albrecht Dürer por 275 florins. É transformado em museu em 1871 e, apesar da enorme destruição da cidade durante a Segunda Guerra Mundial, saiu quase ilesa dos bombardeamentos dos aliados.
A casa tem quatro andares: os dois primeiros andares foram construídos em pedra, o terceiro e quatro andar em estilo enxaimel. O telhado abriga um quarto adicional.

## Exposição
O primeiro andar mostra o original da cozinha e o quarto denominado Wandererzimmer, uma sala de estar no estilo gótico tardio, reconstruído no século XIX. O rés-do-chão abriga a grande oficina de pintura e impressão, ainda em função, servindo para demonstrações aos visitantes. Em galerias são mostrados reproduções e, às vezes, obras originais de Albrecht Dürer. O museu abriga ainda exposições de outros artistas e um espaço multivision, uma pequena sala de cinema, para assistir a premiada produção multimédia Albertus Durer Noricus que introduz à vida e obra de Albrecht Dürer. O roteiro do museu pode ser acompanhado pela dona da casa Agnes Dürer, uma guia de turismo em roupas tradicionais.

## Localização
O Albrecht-Dürer-Haus localiza-se na rua Albrecht-Dürer-Straße 39, no centro histórico de Nuremberga, na praça Tiergärtnertor.